# Купава
Купава — река в России, протекает по территории Новониколаевского района Волгоградской области. Длина реки — 39 км, площадь водосборного бассейна — 380 км².
Истоки реки лежат на территории Самойловского района Саратовской области. Устье реки находится в 77 км по левому берегу реки Кардаил. Высота устья — 105 м над уровнем моря.

## Данные водного реестра
По данным государственного водного реестра России относится к Донскому бассейновому округу, водохозяйственный участок реки — Бузулук, речной подбассейн реки — Хопёр. Речной бассейн реки — Дон (российская часть бассейна).